# بعبع

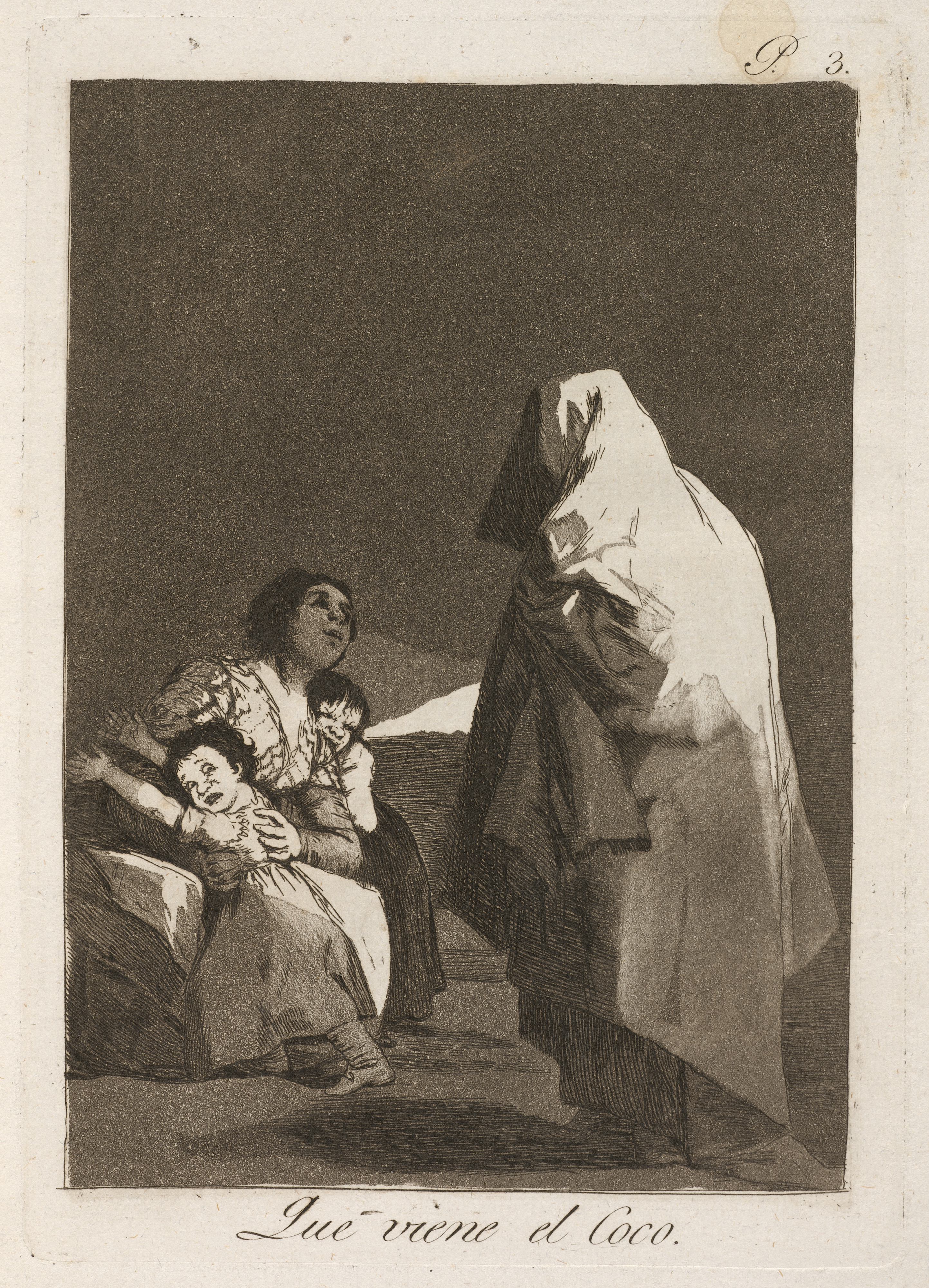
كيو فيين إل كوكو جويا ("Here Comes the Boogeyman / The Boogeyman is Coming")، c. 1797

بعبع (بالإنجليزية:Bogeyman)هو نوع من مخلوق أسطوري المستخدمة من قبل الكبار للأطفال ليخيفوهم مما يؤدي إلى حسن السير والسلوك. لا يوجد لدى البعبع مظهر محدد، وتختلف المفاهيم اختلافاً جذريًا حسب الأسرة والثقافة، ولكن يتم تصويرهم في الغالب على أنهم وحوش ذكورية أو مخنثية تعاقب الأطفال على سوء السلوك. يمكن العثور على العملاق أو الوحوش المماثلة من الناحية المفاهيمية في العديد من الثقافات حول العالم. قد يستهدف البعبع فعلاً معيناً أو سوء سلوك عام، اعتماداً على الغرض الذي يحتاج إلى الخدمة، غالباً بناءً على تحذير من السلطة المسيطرة على الطفل. يستخدم مصطلح «بعبع» أحيانًا كتجسيد غير محدد أو كناية للخوف، وفي بعض الحالات، الشيطان.

## نظائرها في الثقافات الأخرى
الكائنات الشبيهة بالبعبع عالمية تقريباً، وهي شائعة في الفولكلور في العديد من البلدان.

### ساك مان
في العديد من البلدان، يتم تصوير نوع البعبع على أنه رجل يحمل كيساً على ظهره ويحمل الأطفال المشاغبين بعيداً. هذا صحيح بالنسبة للعديد من البلدان اللاتينية، مثل تشيلي، والبرازيل، والبرتغال، وإسبانيا، وبلدان أمريكا الإسبانية، حيث يُشار إليه باسم "Hombre del costal"، أو el "hombre del saco"، أو باللغة البرتغالية، أو "homem do saco" (وكلها تعني «رجل كيس / حقيبة»)، أو el roba-chicos، وتعني سارق الأطفال . الأساطير المماثلة شائعة أيضًا في أوروبا الشرقية (على سبيل المثال التوربالان البلغاري "sack man")، وكذلك في هايتي وبعض دول آسيا.

### إل كوكو
إل كوكو (أيضاً El Cuco وCucuy ، يُطلق عليهما أحياناً El Bolo) هو وحش شائع في العديد من البلدان الناطقة بالإسبانية. في إسبانيا، يغني الآباء أغاني أطفالهم أو يرددون القوافين محذرين إياهم من أنهم إذا لم يناموان سيأتي إل كوكو للحصول عليهم. نشأت القافية في القرن السابع عشر وتطورت على مر السنينن لكنها لا تزال تحتفظ بمعناها الأصلي. حصل جوز الهند (بالإسبانية: coco) على هذا الاسم لأن "الوجه" البني المشعر الناتج عن المسافات البادئة لقشرة جوز الهند ذكر البحارة البرتغاليين بـ "Coco". يوجد في أمريكا اللاتينية أيضًا El Coco، على الرغم من أن الفولكلور الخاص بها عادة ما يكون مختلفاً تماماً، وعادة ما يكون مختلطاً مع المعتقدات المحلية ن وبسبب الاتصالات الثقافية، يكون أحيانًا أكثر ارتباطًا برجل البعبع في الولايات المتحدة. ومع ذلك، يستخدم مصطلح El Coco أيضاً في بلدان أمريكا اللاتينية الناطقة بالإسبانية، مثل بوليفيا وكولومبيا وغواتيمالا وبيرو والمكسيك والسلفادور وهندوراس وجمهورية الدومينيكان وفنزويلان على الرغم من أنه عادة ما يطلق عليه El Cuco ، كما هو الحال في بورتوريكو وشيلي وأوروغواي والأرجنتين. بين الأمريكيين المكسيكيين، يتم تصوير El Cucuy على أنه وحش شرير يختبئ تحت أسرة الأطفال ليلاً ويختطف أو يأكل الطفل الذي لا يطيع والديه / والديها أو ينام عندما يحين الوقت للقيام بذلك. ومع ذلك، فإن البعبع الأمريكي الإسباني لا يشبه وحش إسبانيا عديم الشكل أو المشعر: يقول أستاذ العلوم الاجتماعية مانويل ميدرانو إن الأسطورة الشعبية تصف إل كوكوي على أنه كائن بشري صغير بعيون حمراء متوهجة تختبئ في الخزائن أو تحت السرير. "بعض تقاليد كطفل الذي كان ضحية للعنف... والآن هو على قيد الحياة، لكنه لا"، وقال ميدرانو، نقلا عن كزافييه غارزا الصورة 2004 كتاب المخلوقات زاحف وغيرها Cucuys."

### كوكا
في الفولكلور البرازيلي، تم تصوير شخصية مماثلة تسمى كوكا على أنها تمساح بشري، أو سيدة عجوز مع كيس. هناك تهويدة شهيرة يغنيها معظم الآباء لأطفالهم تقول إن The Cuca سيأتي ليأخذهم ويصنع حساءً أو صابوناً مصنوعاً منهم إذا لم ينام، تمامًا كما هو الحال في إسبانيا. وكوكا هو أيضا شخصية مونتيرو لوباتو الصورة سيتيو تفعل Picapau أماريلو («مزرعة نقار الخشب الأصفر»)، وهي سلسلة المشهود والإبداعية من روايات قصيرة كتب للأطفال التي تحتوي على عدد كبير من الشخصيات الشهيرة من الفولكلور البرازيلي.

### بوتزمان
يحتوي الفولكلور الجرماني على العشرات من الشخصيات المختلفة التي تتوافق مع بوجيمان. لها مظاهر مختلفة (مثل جنوم أو رجل أو حيوان أو وحش أو شبح أو شيطان) ويقال أحيانًا أنها تظهر في أماكن محددة جدًا (مثل الغابات أو المسطحات المائية أو المنحدرات أو حقول الذرة أو مزارع الكروم). يتم استدعاء هذه الأرقام من قبل العديد من الأسماء المختلفة التي غالبًا ما تكون معروفة إقليمياً فقط. واحدة من هذه، ربما مرتبطة اشتقاقيًا بـ Bogeyman ، هي Butzemann ، والتي يمكن أن تكون شبيهة بالجنوم أو مظهر شيطاني أو شبحي. ومن الأمثلة الأخرى على Buhmann (الذي يضرب به المثل في الغالب) وder Schwarze Mann («الرجل المظلم»)، وهو مخلوق غير إنساني يختبئ في الزوايا المظلمة أسفل السرير أو في الخزانة ويأخذ الأطفال بعيدًا. هذا الرقم جزء من لعبة الأطفال "Wer hat Angst vorm schwarzen Mann؟" («من يخاف من البعبع؟»).

## روابط خارجية
- قاموس علم أصل الكلمة على الإنترنت - إدخال لـ «شبح».
- كلمة المخبر .
- ديلبرت بوجيمان - شريط ديلبرت في 18 نوفمبر 2011